# Pardalota superba
Pardalota superba är en insektsart som beskrevs av Sjöstedt 1913. Pardalota superba ingår i släktet Pardalota och familjen vårtbitare. Inga underarter finns listade i Catalogue of Life.